# 漢の南越国征服
漢の南越国征服（かんのなんえつこくせいふく）は、漢朝が南越国を征服し、現在の広東・広西・ベトナム北部にあたる領域を併合した戦争について述べる。漢の武帝は紀元前111年ごろに懲罰として南越国に遠征軍を派遣し、これを征服した。

## 背景
嶺南地方は、始皇帝の時代に秦の支配下に入った（秦の百越征服）。しかし秦の崩壊の混乱に乗じて、秦の武将だった趙佗が自立し、南越国王を自称した。趙佗は現在の河北省正定県の出身だった。漢が成立して後、南越国は漢の南辺を脅かすことをしなかった。紀元前196年、漢の高祖劉邦は陸賈を南越国に派遣し、正式に趙佗を王と認めた。しかし両国の間には、しばしば緊張が走ることもあった。漢の呂后は、南越国への金属製品や雌の家畜の輸出を禁じ、趙佗を憤慨させた。紀元前183年、彼は南武帝と称して、漢の皇帝と同等であると宣言した。2年後、南越国は漢の藩国である長沙国を攻撃した。紀元前180年、陸賈がふたたび南越国に使節として到来した。彼は趙佗を説得して皇帝号を取り下げさせ、名目的な漢の宗主権を認めさせることに成功した。

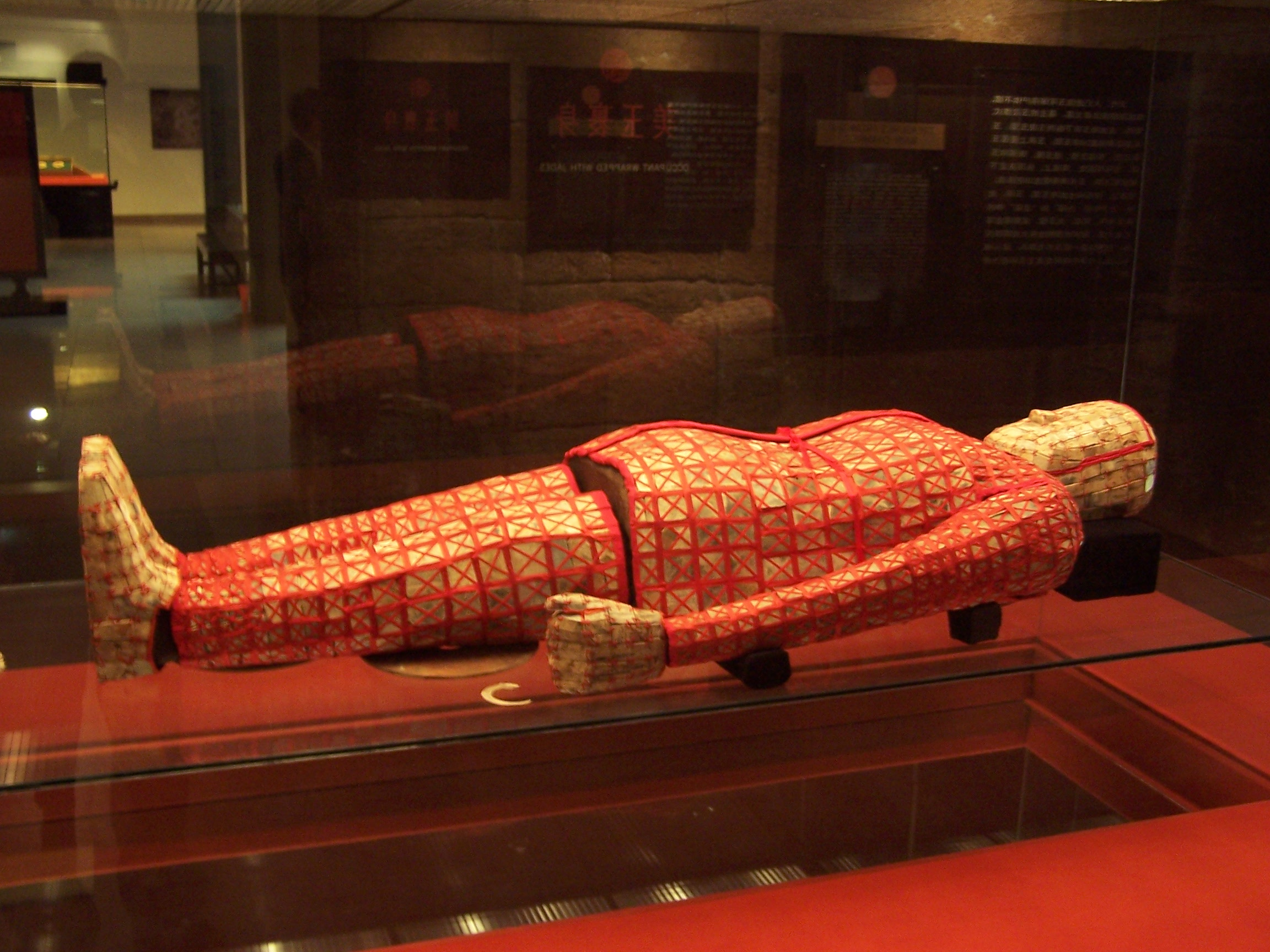
趙眜の玉衣

紀元前137年、趙佗が死去した。孫の趙眜が跡を継いだが、紀元前135年に閩越の攻撃を受け、漢に救援を請うた。漢はその見返りとして趙眜の子趙嬰斉を長安に送らせ、彼を宿衛にいれた。南越国は漢への臣礼を怠っていたが、漢がとくにそれを咎めることもなかった。
紀元前113年、漢は南越国の趙興の母である太后樛氏を篭絡して、趙興に入朝を勧めさせた。これは、郡国制のもとで存在している漢の藩国と同様に南越国を扱うようになるという意味であった。樛氏はもともと漢人で、南越国王趙嬰斉に嫁いだのであった。しかし、南越国の大臣の多くが入朝に反対した。宰相の呂嘉は反対勢力の先頭に立って太后樛氏と対立した。紀元前112年、入朝反対派は太后樛氏と漢の使節である安国少季を処刑し、これが漢の大規模な水軍の侵攻を招くきっかけとなった。二人が処刑されたのを見て、漢は南越国に反抗の意思ありとした。

## 漢の侵攻
まず武帝は韓千秋に2000人の兵を与えて鎮圧に向かわせたが、韓千秋は南越国軍に敗れ戦死した。すると漢は六軍を編成し、10万人の水軍で南越国に直接侵攻した。その経路は南の海からとも、四川から西江を伝ってのものとも考えられる。 紀元前111年、楼船将軍楊僕と伏波将軍路博徳らが南越国の首都番禺に迫った。結局南越国は、この年のうちに漢に降伏した。

## その後
南越国を滅ぼした漢は、跡地に九郡を設置した。またこれは、漢のさらなる南方拡大への先駆けとなった。南海への出口を手に入れた漢は、東南アジアやインド洋につながる交易に乗り出していくことになる。